# 내 이름은 독고탁
《내 이름은 독고탁》은 한국에서 제작된 홍상만 감독의 1984년 애니메이션이다. 《태양을 향해 던져라》에 이은 독고탁 시리즈의 두번째 장편이다. 정욱 등이 제작에 참여하였다.

## 목소리
- 탁원제
- 성선녀
- 박영남: 독고탁 역
- 정경애: 숙이 역
- 손정아
- 황원
- 한인숙
- 남궁윤
- 한상덕

## 스태프
오프닝 크레딧
- 제작: 정욱
- 기획: 안현동
- 원작: 이상무
- 각본: 안현식
- 감독: 홍상만

엔딩 크레딧
- 목소리: 탁원제, 성선녀, 박영남, 정경애, 손정아, 황원, 한인숙, 남궁윤, 한상덕
- 원화: 문덕성, 홍재호, 심상일, 박시옥, 오정환, 오명종, 조성옥, 박치만, 이명섭, 송진영
- 동화작감: 유창신
- 동화: 유상근, 정순자, 김종진, 김수경, 홍사학, 황혜경, 장명길, 주경란, 이성주, 김병순, 이종만, 이은규, 오윤호, 지은희, 사동선, 김효식, 이태안, 박정옥, 김윤호, 현빈이, 김일, 손명희, 강서기, 조은심, 이영호, 한미숙, 박재옥, 정광록, 정해상
- 배경작화: 임종우
- 배경지휘: 전극선, 박용일
- 배경: 김회연, 박래도, 곽정훈, 신옥철, 최미향, 김경자
- 검사지휘: 박일경
- 검사: 김명숙, 주미경
- 선화지휘: 이은경
- 선화: 강현숙, 김정자, 박인숙, 조영자, 김연희, 강성녀, 백미애, 이은숙, 강신화, 김명림, 장인영, 심현수, 최성예
- 채화지휘: 한미라
- 채화: 윤정숙, 신은영, 곽해경, 정운례, 임복희, 이병선, 정영숙, 강경희, 최은숙, 신난영, 이성희, 김희란, 김점순, 유명옥, 김인숙, 황호순, 김주형, 이종숙, 곽양숙, 문연림, 이인선, 최원희, 허현정, 오신자, 장정미, 이윤미, 박충원, 조남은, 정미애, 문영숙, 김양숙
- 촬영지휘: 정재복
- 촬영: 최성일, 조재경, 현상민, 이관영, 이명석, 전문호, 강명, 홍영덕
- 특수효과: 배상준 (「배상중」명의)
- 편집: 전병태
- 진행: 부영순
- 녹음: 영화진흥공사 (현·영화진흥위원회)
- 음악: 김경일
- 효과: 양대호
- 현상: 영화진흥공사 (현·영화진흥위원회)